# Юлія Йотапа
Юлія Йотапа, або просто Йотапа (грец. Ίουλία Ιοτάπα; до 17 — близько 52) — донька царяКоммагени Антіоха III, була царицею Коммагени, дружиною свого брата-царя Антіоха IV.

## Життєпис
Йотапа була дочкою царя Антіоха III Коммагенського і королеви Йотапи Коммагена. Її батьки були повнокровними братами і сестрами, які одружилися між собою. Вона була вірменського, грецького та мідійського походження. Через свого предка з Коммагени, королеву Лаодику VII Тею, яка була матір'ю короля Антіоха I Коммагенського, вона була прямим нащадком монархів із Грецького Сирійського королівства, імперії Селевкідів.
Вона була сестрою царя Антіоха IV Коммагенського. Йотапа та її брат мали приблизно 17 років, коли помер їхній батько.
Римський імператор Тиберій погодився з громадянами Коммагени зробити їхнє царство частиною римської провінції Сирія. Від 17 до 38 років Йотапа, здається, отримала римське громадянство. Йотапа додала до свого імені латинське ім'я Юлія. Вона жила і виросла в Римі разом зі своїм братом.
Поки Йотапа та Антіох росли в Римі, вони були частиною чудового двору Антонії Молодшої. Антонія Молодша була племінницею першого римського імператора Августа та молодшою донькою тріумвіра Марка Антонія. Антонія Молодша була дуже впливовою жінкою і керувала своїм колом різних принців і принцес. Її коло сприяло політичному збереженню кордонів Римської імперії та справам держав-клієнтів.
38 року римський імператор Калігула повернув Йотапі та Антіоху IV їхнє батьківське панування. Крім того, імператор навіть розширив їх територію за рахунок частини Кілікії, що межувала з морським узбережжям. Також Калігула дав їм один мільйон золотих — повну суму доходів Коммагени за двадцять років, коли вона була під римською провінцією. Причини надання царству клієнтів таких величезних ресурсів залишаються незрозумілими; можливо, це був штрих добре засвідченої ексцентричності Калігули.
Йотапа одружилася зі своїм братом і стала римською клієнтською монархинею Комагенії. У Йотапи та Антіоха IV було троє дітей:
- Син і принц: Гай Юлій Архелай Антіох Епіфан. Через нього вони стануть бабусею та дідусем по батьківській лінії Гая Антіоха Епіфана Філопаппа, який був видатним громадянином Афін, і поетеси Юлії Балбілли.
- Син і князь: Каллінік.
- Дочка і принцеса: Йотапа.

Юлія Йотапа, здається, померла до того, як у 72 році Коммагена була анексована римським імператором Веспасіаном. Коли вона померла, Антіох IV на її честь заснував місто під назвою Йотапа (сучасний Айтап, Туреччина). На монетах її царський титул звучить як грецькою мовою «ΒΑΣΙΛΙΣΣΑ ΙΩΤΑΠΗ ΦΙΛΑΔΕΛΦΟΣ», «королеви Йотапи Філадельфії». Титул «Філадельф» показує нам, що вона є сестрою-дружиною Антіоха IV. Це також свідчить про її походження та претензії на Царський культ, заснований її покійним предком Антіохом I.